# Circuit de Pukekohe Park
Le circuit de Pukekohe Park (Pukekohe Park Raceway en anglais) est un circuit néo-zélandais de sport mécanique situé à Pukekohe, à 40 km au sud d'Auckland City sur l'Île du Nord.
La piste est détenue par la société Pukekohe Park Limited. Le circuit a une longueur de 2,82 km, ayant été raccourci de sa distance originale (3,5 km) après que sa partie combinée avec le Club circuit ait été supprimée. Pukekohe Park est considéré comme l'un des circuits les plus rapides de l'hémisphère sud avec un record du tour à 55 secondes et une longue ligne droite s'achevant par un virage en épingle à 50 km/h.

## Histoire
Le circuit ouvrit en 1963 et accueillit dès sa première année le Grand Prix de Nouvelle-Zélande en remplacement du circuit d'Ardmore (un aérodrome). Entre 1963 et 1991, Pukekohe fut l'hôte de 28 Grands Prix de Nouvelle-Zélande, exception faite du Grand Prix 1974 qui se disputa sur le circuit de Wigram Airfield.
Durant les années 1960-1970, Pukekohe Park accueillit l'hiver des courses de Formule Tasmane disputées par les plus grands de la F1 comme Stirling Moss, Graham Hill, Jim Clark ou Jackie Stewart. Pendant de nombreuses années, Pukekohe accueillit les Benson and Hedges 500 miles (plus tard 1000 km), une course du championnat néo-zélandais de voitures de tourisme. De 2001 à 2007, puis depuis 2013, Pukekohe Park reçoit chaque année une course du V8 Supercars. De 2008 à 2012 l'épreuve est transférée sur le circuit urbain d'Hamilton.
Le circuit a été construit autour d'un hippodrome appartenant à la société Counties Racing Club Inc qui administre l'ensemble du site. Au cours des années, la société a peu investi dans la piste et beaucoup s'accordent à dire que le circuit est sur son déclin. L'hippodrome accueille très peu de courses de chevaux et est surtout utilisé pour la formation et l'entraînement.